# الحكيتية
الحَكِيتِيَةُ (بالعبرية: חַכִּיתִּיָה، حَكِيتِيَه) هي إحدى لهجاتِ الإسبانية اليهودية التي تُعرَف أيضا باسم «اللادِينُو». هي اللهجة الوحيدة من بين لهجات اللادينو المتأثرة باللغة العربية وخاصة باللهجات المغاربية. ويتحدث بها يهود المغرب السَفَرَدِيُّون، وتسمى أيضا بالإسبانية-العبرانية أو اللادينو الغربية وكانت منتشرة في الشمال والشمال الشرقي للمغرب خاصة بمدن تطوان وطنجة بالإضافة إلى مدينتي سبتة ومليلية حيث حظيت في هاتين المدينتين باعتراف رسمي جزئي.

## وصف
أخذت هذه اللهجة اسمها من الفعل العربي «حَكَى». هذه اللغة هي عبارة عن خليط من لهجات إسبانية وعبرية ومغربية، تطورت بعد نزوح أعداد هائلة من يهود الأندلس نحو المغرب.

## بعض مفردات الحكيتية
من بين مفرداتها نجد :
- Maklear - أكل.
- 'Ada - عادة، تقاليد.
- Adafina - أكلة يهودية مغربية، تصنع في الغالب من لحم البقر .
- Adolo - أين
- Hadrear - التكلم
- 'Ain hara' - عين حارة، الإصابة بشر وحسد العين.
- Aiwa - كيف? ماذا
- Hshuma o Eh-shuma - حشومة عيب.
- Walu - لا شيء.
- Za'ma - زعما كما لو.